# Ricardo Barroso Barroso
Ricardo Barroso Barroso (Ciudad de México, 30 de octubre de 1973) es un arquitecto, decorador y artista plástico mexicano de origen español, reconocido como «uno de los mayores exponentes del interiorismo en México» por la revista Forbes, publicación que además lo incluyó en su lista de los «50 mexicanos más creativos en el mundo».

## Biografía

### Primeros años y estudios
Ricardo Barroso Barroso nació en Ciudad de México el 30 de octubre de 1973. Inspirado en la obra del diseñador de interiores francés Valerian Rybar, desde su juventud empezó a interesarse en el mundo de las artes y la decoración. Cursó estudios de Administración de Empresas y más adelante se trasladó a Monterrey para iniciar una carrera en Arquitectura.

### Carrera

#### Décadas de 1990 y 2000
Luego de obtener su título y vincularse profesionalmente con compañías como Liewrant, Macotela y Serrano Arquitectos, a finales de la década de 1990 decidió fundar Barroso Arquitectos, su propio despacho.
En 2007 abrió un salón de exhibición con énfasis en el diseño interior y la decoración, y un año después fundó una galería de muebles y accesorios en el Centro de Arquitectura y Diseño (CAD) en la capital mexicana. Posteriormente realizó el lanzamiento de su marca en cadenas de tiendas de lujo como Saks Fifth Avenue y Casa Palacio, comercializando muebles, alfombras y demás accesorios de su autoría, y obtuvo la representación de marcas como Ralph Lauren Home, Scalamandre, Baker Furniture, Matouk y Pratesi.

#### Década de 2010 y actualidad
En 2015 publicó su primer libro de diseño arquitectónico independiente titulado Ricardo Barroso Interiors, con prólogo elaborado por la actriz, modelo y empresaria estadounidense Eva Longoria, amiga personal del artista. El libro presenta más de doscientas imágenes de algunos de los diseños de Barroso durante su trayectoria, entre los que destacan residencias, aviones y embarcaciones en ciudades como Madrid, Los Ángeles, Nueva York y Ciudad de México. En 2016 fundó un showroom en la zona de Santa Fe.
Barroso está afiliado al Colegio de Arquitectura de Ciudad de México, a la Asociación Mexicana de Arquitectura de Interiores y a la Federación de Colegios de Arquitectos Mexicanos, y a lo largo de su trayectoria ha ganado diversos galardones y reconocimientos, entre los que destacan el Premio Nacional de Interiorismo en Interiores Residenciales —otorgado por la Asociación Mexicana de Arquitectura de Interiores— y el Premio Íconos del Diseño en la categoría de Mejor Diseñador Internacional —de la revista Architectural Digest—, además de integrar en 2015 la lista de los «50 mexicanos más creativos en el mundo», elaborada por la revista Forbes.
Entre sus principales influencias, Barroso ha mencionado a artistas como Yves Klein, Franz Kline, Richard Serra, Valerian Rybar, Luis Barragán, Oscar Niemeyer y Teodoro González de León, entre otros.

## Premios y reconocimientos
- 2014 - Architectural Digest México - Mejor Diseñador Internacional[10]
- 2015 - Forbes - Posición número 28 en la lista de los «50 mexicanos más creativos en el mundo»[3]
- Asociación Mexicana de Arquitectura de Interiores - Premio Nacional de Interiorismo en Interiores Residenciales[9]

## Obras publicadas
- 2002 - Interiores Mexicanos
- 2003 - Interiores Mexicanos II
- 2006 - Decoración
- 2007 - Apartamentos
- 2007 - Estancias
- 2010 - Arquitectura y diseño de interiores
- 2010 - Iluminación
- 2013 - Espacios en arquitectura IV
- 2015 - Dormitorios
- 2015 - Ricardo Barroso Interiors (ISBN 9786074373363)